# Cymatura bifasciata
Cymatura bifasciata es una especie de escarabajo longicornio del género Cymatura, tribu Xylorhizini, subfamilia Lamiinae. Fue descrita científicamente por Gerstaecker en 1855.
La especie se mantiene activa durante el mes de febrero.

## Descripción
Mide 19,5-29 milímetros de longitud.

## Distribución
Se distribuye por Kenia, Mozambique, República Democrática del Congo, República Sudafricana, Suazilandia, Zambia y Zimbabue.